# Jüdischer Friedhof (Dobříš)
Koordinaten: 49° 47′ 38,1″ N, 14° 10′ 48″ O

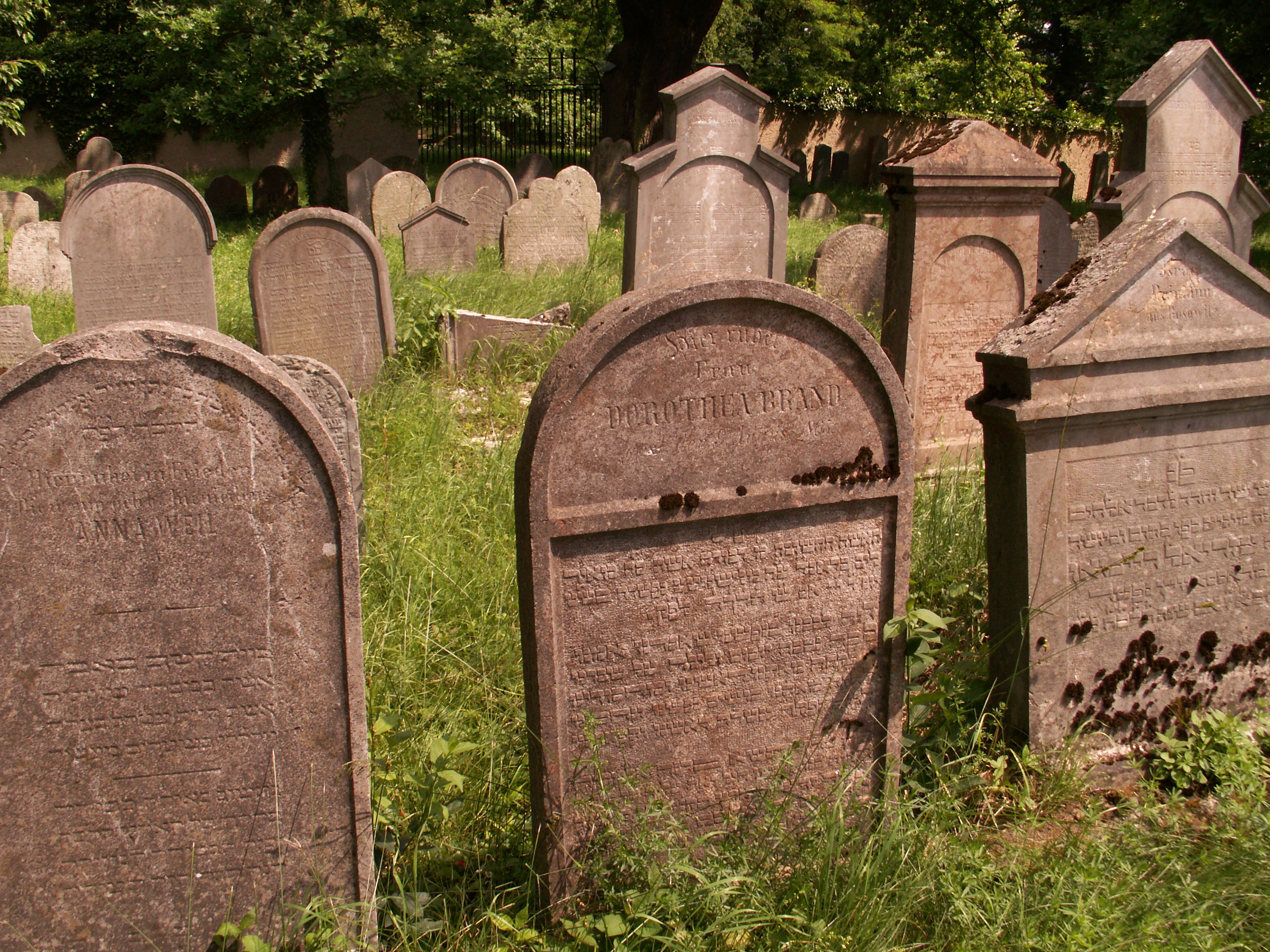
Jüdischer Friedhof in Dobříš

Der Jüdische Friedhof in Dobříš (deutsch Doberschisch), einer Stadt im tschechischen Okres Příbram der Region Středočeský kraj (deutsch Mittelböhmische Region), wurde im 16. Jahrhundert angelegt. Der auf einem Hügel liegende jüdische Friedhof ist seit 1988 ein geschütztes Kulturdenkmal.
Auf dem Friedhof befinden sich heute noch circa 250 Grabsteine (Mazevot).